# Acvilă africană încoronată
Acvila africană încoronată (Stephanoaetus coronatus) este o pasăre de pradă de talie mare răspândită în Africa subsahariană.. Habitatele sale preferate sunt în principal pădurile riverane și diverse păduri. Este singurul membru existent al genului Stephanoaetus. O a doua specie, acvila încoronată din Madagascar (Stephanoaetus mahery), a dispărut după ce primii oameni s-au stabilit în Madagascar.

## Taxonomie

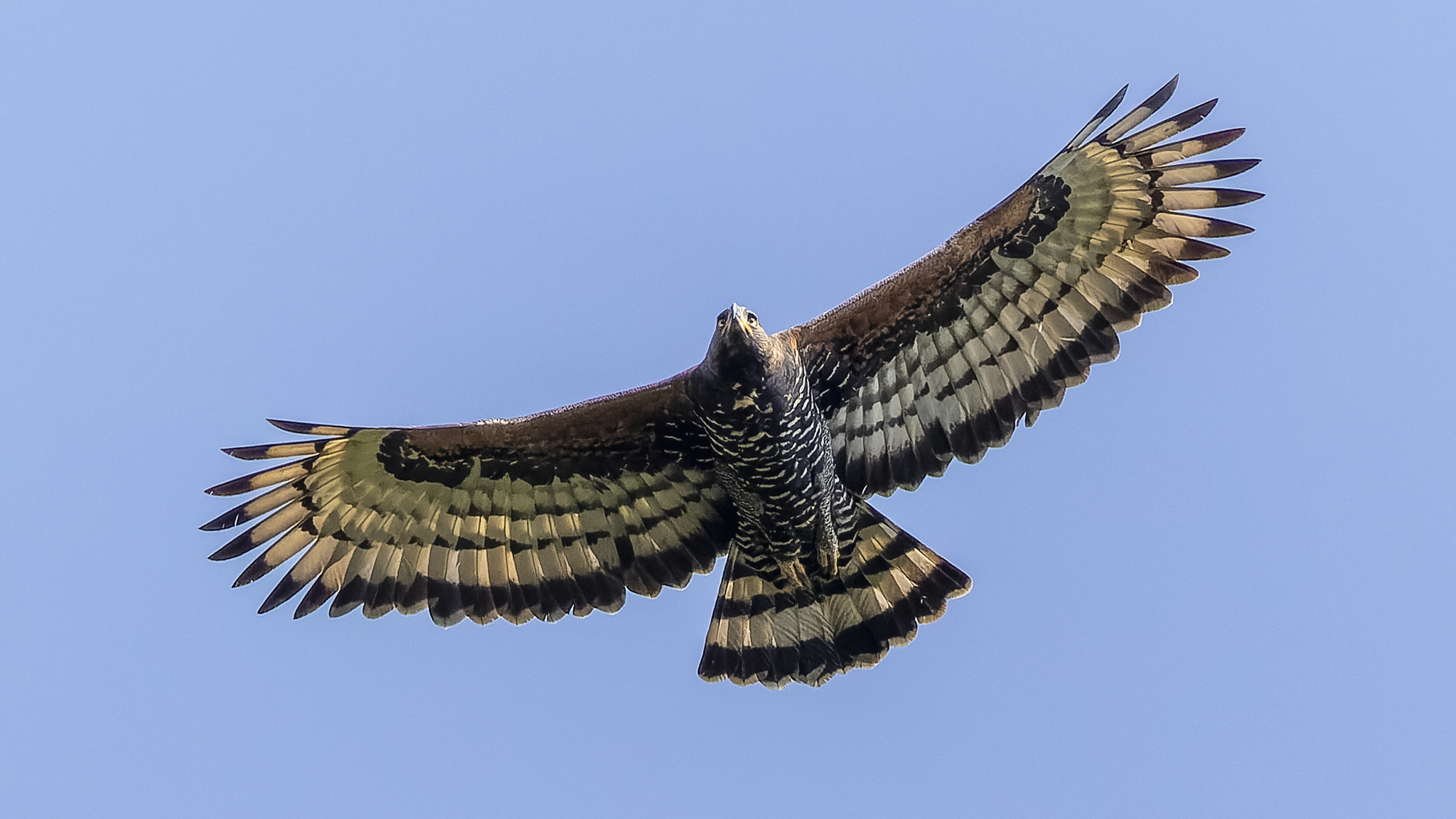
O acvilă africană încoronată adultă în zbor.

Această specie a fost descrisă pentru prima dată de Carl Linnaeus în cea de-a 12-a ediție a Systema Naturae, publicată în 1766, ca Falco coronatus. Deoarece la acea vreme păsările erau grupate în mare parte pe baza caracteristicilor superficiale, multe specii fără legătură între ele au fost grupate de Linnaeus în genul Falco. Alinierea taxonomică reală a acvilei africane încoronate este evidentă datorită penajului de pe tarsuri, care este în general rar la accipitridele neînrudite. Acvila africană încoronată face parte de fapt din subfamilia Aquilinae. În această grupare sunt incluse genul Aquila și toate speciile descrise ca „acvile șoim”, inclusiv genurile Spizaetus și Nisaetus. Alte genuri monotipice incluse printre „acvilele încălțate⁠(d)” sunt Lophaetus, Polemaetus, Lophotriorchis și Ictinaetus.

## Descriere

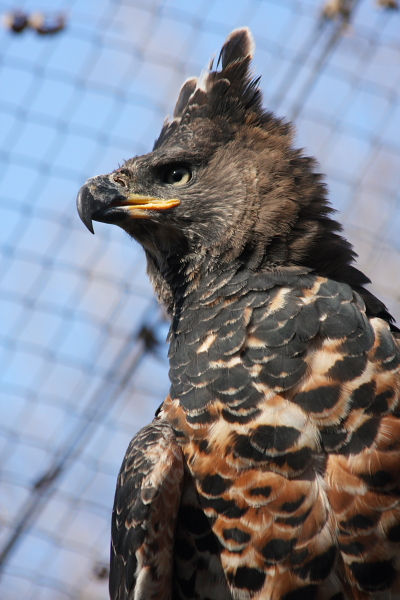
Acvilă încoronată în captivitate, care prezintă creasta extinsă și poziția feroce permanentă a speciei.

Este o acvilă foarte mare. Măsurând între 80 și 99 cm lungime, este a cincea cea mai lungă acvilă existentă din lume. Femela, cu o greutate de 3,2-4,7 kg, este cu aproximativ 10-15% mai mare decât masculul, care are o greutate de 2,55-4,12 kg. Anvergura aripilor variază de obicei între 1,51 și 1,81 metri. Anvergura aripilor acestei acvile este destul de mică pentru dimensiunea păsării, fiind aproximativ la aceeași lățime medie cu cea a unei acvile de savană (Aquila rapax) sau a unui șerpar (Circaetus gallicus), specii care cântăresc aproximativ jumătate din greutatea unei acvile încoronate. Morfologia aripilor speciei îi conferă manevrabilitate în mediul său dens împădurit. Coarda aripii măsoară 44,5-53,2 cm, cu o medie de 46,7 cm la masculi și 51,2 cm la femele. Deși, în medie, este mai puțin greu și are o anvergură a aripilor mai mică decât vulturul marțial, lungimea sa totală medie o depășește pe cea a vulturului marțial datorită cozii mult mai lungi. Coada acvilei încoronate are o lungime cuprinsă între 30 și 41 cm, cu o medie de 31,5 cm la masculi și 34,8 cm la femele.
Tarsul are o lungime modestă pentru un răpitor de mărimea sa, de 8,5-10,3 cm. Cu toate acestea, picioarele sunt vizibil mai groase și mai grele decât cele ale vulturului marțial, iar ghearele sunt aparent destul de masive atât în lungime, cât și în lățime. Acvila africană încoronată are un penaj destul de frapant. Coroana sa este de culoare maro închis până la ruginie, cu o creastă dublă proeminentă, adesea ridicată, cu vârfuri negre, care poate da capului un aspect oarecum triunghiular.